# Цитович Микола Мартініанович
Мико́ла Мартініа́нович Цито́вич (29 квітня 1861, Миколаїв — 1 жовтня 1919, Київ) — правознавець, фундатор науки про місцеві фінанси. Доктор політекономії. 

## Біографія
Народився 29 квітня 1861 року в Миколаєві. Закінчив юридичний факультет Київський університет Св. Володимира, політекономія.
Працював приват-доцентом політичної економії та статистики Київського університету. У 1889 році був відряджений в Західну Європу, де вивчав організацію адміністративної статистики в Німеччині, Франції, Бельгії та ознайомився із викладанням політичної економії, статистики та фінансового права.
Після повернення до Києва викладав у Київському університеті. Здобув звання професора, та ступінь доктора політекономії і статистики.
З травня 1902 року працював на посаді декана юридичного факультету. У 1905 році обраний ректором Київського університету. У 1911 році Микола Мартініанович представляв імперію в Комісії міжнародних конгресів адміністративних наук в Брюсселі.
У вересні 1915 року в Києві під головуванням ректора Цитовича відбулося надзвичайне засідання ради професорів Університету святого Володимира, присвячене питанню про його евакуацію. Було обрано комісію для правильної організації евакуації та вирішено вивіз майна розпочати 16 (3), а особового складу 25 (12) вересня, причому одностайно між Самарою, Саратовом і Новочеркаськом як можливими місцями розміщення університету перевагу було віддано останньому.
У лютому 1917 року подав у відставку, але в травні 1917 знову був обраний ректором. Під його керівництвом Вчена рада університету наприкінці серпня 1917 року відхилила запит Генерального Секретаріату про викладання українознавчих дисциплін, пославшись на те, що Генеральний Секретаріат ще не затверджений Тимчасовим Урядом і що запит подано не державною мовою. Внаслідок студентських протестів у жовтні 1917 подав у відставку і після цього продовжував читати лекції в університеті.
У травні 1919 року був заарештований більшовиками, але за нього заступилися представники наукової громади. Але здоров'я його було підірване. У жовтні 1919 року він помер в Києві.

## Наукові праці
- Сільська громада як орган місцевого управління.
- Про голоди в Західній Європі (у співавторстві)
- Про страхування проти безробіття